# Agylla meteura
Agylla meteura là một loài bướm đêm thuộc phân họ Arctiinae, họ Erebidae.